# Colección de libros y documentos referentes a la historia del Perú
Colección de libros y documentos referentes a la historia del Perú (Sammlung von Büchern und Dokumenten über die Geschichte von Peru), abgekürzt CLDRHP, ist der Titel einer peruanischen Buchreihe mit Büchern und Dokumenten über die Geschichte von Peru, teils in neuen Drucken. Die seit 1916 bis Anfang der 1940er Jahre in Lima erschienene Reihe wurde von den beiden peruanischen Gelehrten Horacio H. Urteaga und Carlos A. Romero veröffentlicht. Die Bände sind für die präkolumbianische Geschichte und die Zeit der Eroberung ihres Landes von höchstem Interesse. In der Reihe erschienen viele vergriffene oder unveröffentlichte Bücher, wobei Romero einige sehr substanzielle, gut recherchierte biografische und bibliografische Notizen über die Autoren der veröffentlichten Werke beisteuerte. Zu diesen Büchern gehören z. B. das Diario de Lima der Familie Mugaburu (Vater und Sohn). Die Anmerkungen und Konkordanzen zu den anderen Crónicas de Indias wurden von Horacio H. Urteaga verfasst.

## Bände
Die folgende Übersicht zu den drei Reihen erhebt keinen Anspruch auf Aktualität oder Vollständigkeit:
1. Reihe
- I, 1916: Relación de las fábulas y ritos de los incas, por el Párroco Cristóbal de Molina[5]; Relación de la Conquista y Población del Perú, por el So-chantre Cristóbal de Molina; Digitalisat
- II, 1916: Relación de la Conquista del Perú y hechos del Inca Manco II, por D. Diego de Castro Tito Cussi Yupangui Inca.
- III, 1916: Informaciones acerca de la Religion y Gobierno de los Incas (1a parte), porei Licenciado Polo de Ondegardo[6] (1571), seguidas de las instrucciones de los Concilios de Lima.
- IV, 1917: Informaciones acerca de la Religión y Gobierno de los Incas (2a parte), por el Licenciado Polo de Ondegardo (1571), seguidas del Estado y economías de los Naturales del Perú que se dicen indios y medios simplísimos de corregir, por Don Josef del Hoyo (1772).
- V, 1917: Las relaciones de la Conquista del Perú, por Francisco de Jerez y Pedro Sancho[7], secretarios oficiales de don Francisco Pizarro (1532–1533). Digitalisat
- VI, 1917: Descubrimiento y Conquista del Perú, por Pedro Pizarro, conquistador y poblador de este Reino (1571), seguida dela Relación sumaria acerca de la Conquista, por el Padre Fr. Luis Navarro, de la Orden de La Merced.
- VII, 1917, t. VIII, 1918: Diario de Lima (1640–1694). Crónica de la Época colonial, por Josephe de Mugaburu y Francisco de Mugaburu (hijo) [relation inédite]. Digitalisat*
- IX, t. X, 1918: Contribuciones á la Historia, Civilización y Lingüística del Perú antiguo, por J. J. Tschudi.
- XI, 1918: Informaciones acerca de la Religión y Gobierno délos Incas: I, Relación de idolatrías en Huamachuco, por los primeros Agustinos; II, Relación de idolatrías en Huarochirí, por el R. P. Francisco Davila; III, Relación sobre el Gobierno de los Incas, por el Licenciado Falcón.
- XII, 1919: Exortaciones e instrucción acerca de las idolatrias de los Indios del arzobispado de Lima, por el Dr. D. Pedro de Villagomes, arzobispo de Lima.

2. Reihe (nach der Ankündigung)
- I. Extirpación de la Idolatria en el Perù, por el Padre Jesuíta Pablo J. de Arriaga.
- II. Historia de ios Incas, del Rv. Padre Martín de Murúa, de la Orden de la Merced, escrita en 1580 [inédite].
- III. Historia de los Incas del Padre Morúa (2a parte).
- IV. Tres informaciones sobre el Perú Antiguo: I. La de los Quipoca - mayos a Vaca de Castro; II. La de los señoies que sirvieron a Pachacutec, Tupac Inca y Huayna Capac; III. La de los Quipocamayos a Toledo, seguidas de los Himnos a Manejo Capac, conservados por el indio Juan Santa Cruz Pachacutec.
- V. Historia del Perú, por el Padre Miguel Cabello Balboa[9], escrita en 1628.
- VI. Las idolatrías de los indios yungas, sacadas de la Crónica agustíniana de Calancha.
- VII. Relación de la Conquista: del Perú, por Miguel Estete[10]; Carta de Hernando Pizarro á la Audiencia de Santo Domingo acerca de la Conquista del Perú.
- IX. Las posesiones geográficas de las tribus que formaron el imperio de los Incas, por Sir Clements Markham.
- X. Correspondencia sobre el Gobierno civil y eclesiástico del Perú, dirigida al Rey de España, por el Virrey Toledo y el Arzobispo Santo Alfonso de Mogrovejo. [Documentos del siglo xvi]. Digitalisat
- XI. Fragmento de una historia de Trujillo y descripción de la flora del Corregimiento de Trujillo [manuscritos muy valiosos pertene Archivo Nacional].
- XII. Introducción y comentarios á la obra « Historia Indica » de Sarmiento de Gamboa, por el profesor Pietschmann, seguida de varios documentos históricos sobre el gobierno de las Indias.

3. Reihe
- I. Javier Prado y Ugarteche[12], Pablo Patrón: Estado social del Perú durante la dominación española (estudio histórico-sociológico). Librería e imprenta Gil, s. a., Lima, 1941. Colección de libros y documentos referentes a la historia del Perú (3. serie) Historiadores clásicos, t. 1